# 渡边宏
渡边宏（日语：渡辺 宏，1941年—）是一位日本實業家，原三菱東京金融集团高级董事总经理、原旭硝子监事，現持田制药社外监事。

## 略歴
- 1959年：栃木县立栃木高等学校卒業
- 1964年：東京大学法学部卒業，进入東京銀行
- 1992年：就任同行董事
- 1995年：就任同行执行董事
- 1996年：就任東京三菱銀行执行董事
- 2000年：就任同行高级董事总经理
- 2001年：就任三菱东京金融集团高级董事总经理
- 2003年：就任旭硝子监事
- 2009年：同社监事退任，就任持田制药社外监事